# Rissa (Norvège)
Pour les articles homonymes, voir Rissa.
Rissa est une ancienne commune norvégienne située dans le comté de Trøndelag. Le 1er janvier 2020, elle fusionne avec Leksvik pour former la commune d'Indre Fosen.